# لورا أولتين بريستافيتا
لورا أولتين بريستافيتا (بالرومانية: Laura Oltean)‏ مواليد 20 يوليو 1989 في بيستريتسا، رومانيا، هي لاعبة كرة يد رومانية. مثلت منتخب رومانيا لكرة اليد للسيدات.

## الإنجازات
- الدوري الروماني لكرة اليد للسيدات:
  - الفوز: 2014
  - الميدالية الفضية: 2010، 2011، 2012، 2013، 2015

## روابط خارجية
- لورا أولتين بريستافيتا على موقع الاتحاد الأوروبي لكرة اليد (الإنجليزية)